# Boundaries
Boundaries es una película de carretera y comedia dramática escrita y dirigida por Shana Feste. Es protagonizada por Vera Farmiga, Christopher Plummer, Lewis MacDougall, Bobby Cannavale, Kristen Schaal, Christopher Lloyd, y Peter Fonda. La película tuvo su premier mundial en el South by Southwest el 12 de marzo de 2018 y fue estrenada en Estados Unidos el 22 de junio de 2018 por Sony Pictures Classics, y en Canadá el 6 de julio de 2018, por Mongrel Media.

## Sinopsis
Laura debe llevar en un viaje a su padre, Jack, un criminal, de Texas a California, acompañada por su propio hijo Henry. Durante el viaje descubre que Jack está usando a Henry para distribuir marihuana, mientras que los antiguos socios de Jack les persiguen y Laura se enfrentará cara a cara con su exmarido. Con todo esto, terminarán por afrontar que son toda una familia disfuncional.

## Reparto
- Vera Farmiga como Laura Jaconi, madre de Henry.
- Christopher Plummer como Jack Jaconi, padre de Laura.
- Lewis MacDougall como Henry, hijo de Leonard y Laura.
- Bobby Cannavale como Leonard, exesposo de Laura.
- Kristen Schaal como JoJo Jaconi, hermana de Laura.
- Peter Fonda como Joey.
- Christopher Lloyd como Stanley.
- Dolly Wells como Sofia.
- Yahya Abdul-Mateen II como Serge.
- Ryan Robbins como Jim.
- Chelah Horsdal como Therapist.
- Jill Teed como Principal Mueller.
- Diana Bang como Fortune Teller.
- Emily Holmes
- Jessica McLeod como True.
- Rohan Campbell como Mikey.
- Elizabeth Bowen como Griselda.
- James Kirk como Jimmy.

## Producción

### Desarrollo
En abril de 2016, se anunció que Vera Farmiga y Christopher Plummer interpretarían los papeles protagonistas en la película de drama Boundaries, con Shana Feste dirigiendo desde su propio guion. Se reportó que Brian Kavanaugh-Jones y Bailey Conway producirían la película a través de la compañía estadounidense Automatik Entertainment, y Chris Ferguson y Kenneth Burke la producirían bajo la compañía canadiense Oddfellows Entertainment. En mayo de 2016, Lewis MacDougall, Bobby Cannavale, Kristen Schaal, Peter Fonda, Christopher Lloyd, y Dolly Wells también se unieron al reparto.

### Rodaje
El rodaje comenzó el 2 de mayo de, 2016 en Vancouver, Columbia Británica, y fue completada el 2 de junio de 2016.

## Música
En febrero de 2017, se reportó que Michael Penn compondría la banda sonora de la película.

## Estreno
En mayo de 2016, Stage 6 Films adquirió los derechos de distribución mundial de la película. Sony Pictures Classics distribuyó la película en Estados Unidos. Boundaries tuvo su premier mundial en el South by Southwest el 12 de marzo de 2018. Fue estrenada en Estados Unidos el 22 de junio de 2018.